# Toon (gioco di ruolo)
Toon è un gioco di ruolo nel quale i giocatori assumono il ruolo di personaggi dei cartoni animati. È stato progettato da Greg Costikyan, sviluppato da Warren Spector e pubblicato nel 1984 dalla Steve Jackson Games. In Italia Toon è stato pubblicato dalla Nexus Editrice nel 1993.

## Descrizione
Toon è un gioco di ruolo genuino che richiede la partecipazione dei giocatori ed un Master (detto "Animatore"), ed è stato progettato con uno stile allegro che parodia deliberatamente molte delle convenzioni dei più "seriosi" giochi di ruolo standard.
Per esempio in Toon i personaggi dei giocatori non muoiono mai. Possiedono punti ferita che vengono dedotti quando il personaggio viene ferito (di solito in combattimento o perché un'incudine gli è caduta addosso). Comunque, diversamente dai giochi tradizionali, quando un personaggio viene ridotto a zero punti ferita non muore ma sviene. Poiché i personaggi dei cartoni animati in realtà non muoiono mai e ritornano in forma in tempo per la scena successiva, un personaggio abbattuto torna in gioco dopo un tempo prefissato con tutti i punti ferita di nuovo a pieno punteggio.
Questa mancanza di una vera "morte del personaggio" è stata progettata anche per incoraggiare i giocatori ad abbandonare deliberatamente le abilità e riflessi appresi in altri giochi nominalmente, risolvere problemi e sconfiggere avversari rimanendo vivi. Secondo le regole del gioco le due direttive principali per i giocatori di Toon sono: "Dimenticati Tutto Quello Che Conosci" e "Agisci Prima Di Pensare".
Questa può essere vista come una maniera per i giocatori di "rompere il quarto muro" nella stessa maniera in cui i personaggi dei cartoni animati ignorano spesso la realtà per poter divertire.
Il gioco usa un meccanismo di sistema di abilità estremamente semplice basato su una lista di sole 23 abilità che coprono tutte le possibili azioni del gioco. Queste sono assegnate ai quattro attributi di controllo, chiamati umoristicamente "Muscle/Muscoli" (forza), "Zip/Agilità" (destrezza e velocità), "Smarts/Ingegno" (intelligenza) e "Chutzpah/Faccia Tosta" (sfacciataggine e sangue freddo del personaggio). Inoltre i personaggi possono avere "Shticks/Poteri" opzionali che danno loro capacità speciali dei cartoni animati, come volare, l'invisibilità o la borsa delle mille cose.
Sebbene Toon sia stato attentamente scritto in modo da evitare violazioni di copyright, è chiaro che il gioco è ispirato ai classici cartoni animati della Warner Brothers degli anni quaranta-sessanta, e a personaggi come Bugs Bunny & Daffy Duck.

## Manuali diToon

### Edizioni originali
- Toon: The Cartoon Roleplaying Game - 1984, fuori stampa.
- Toon Silly Stuff - 1985, fuori stampa.
- Son of Toon - 1985, fuori stampa.
- Toon Strikes Again - 1985, fuori stampa.
- Toon: The Cartoon Roleplaying Game (Deluxe Edition) - 1991. Incorpora tutto il materiale dell'edizione originale più Toon Silly Stuff, Son of Toon e Toon Strikes Again.
- Tooniversal Tour Guide - 1992 di Robert "Doc" Cross.
- Toon Tales - 1993 di Robert "Doc" Cross e altri.
- Toon Ace Catalog - 1994, di Robert "Doc" Cross, Leonard Loos e M. Craig Stockwell.

### Edizioni italiane
- Toon: il gioco di ruolo dei cartoni animati - 1993, pubblicato dalla Nexus Editrice, traduzione di Gianna Masetti, Matteo Bernardini, Andrea di Meglio, Simone Gatti (traduzione di Toon: The Cartoon Roleplaying Game)
- Toon: Colpisce Ancora - 1993, pubblicato dalla Nexus Editrice, traduzione di Simone Gatti, Gianna Masetti, Beniamino Sidoti (traduzione di Toon Strikes Again).
- Il Figlio di Toon - 1998, pubblicato dalla Nexus Editrice, traduzione di Andrea Angiolino (traduzione di Son of Toon).